# Загорски, Эрнст
Эрнст Адольф Загорски (нем. Ernst Adolf Sagorski, 1847—1929) — немецкий ботаник, преподаватель Земельной школы Пфорта.

## Биография
Родился 26 мая 1847 года в Саарбрюккене. Учился в гимназии в Бонне, затем — в Боннском университете, окончил его в 1868 году.
С 1870 года Загорски преподавал математику, физику, зоологию и ботанику в Земельной школе Пфорта близ Наумбурга. В 1895 году Университет Галле присвоил ему почётную степень доктора.
Наиболее известная флористическая работа Загорски посвящена роду Rosa в окректностях Наумбурга. В ней он, помимо прочего, приводит для Тюрингии свыше дюжины разновидностей вида Rosa gallica.
Принимал участие в подготовке третьего издания Synopsis der Deutschen und Schweizer Flora (1890—1907) под редакцией Эрнста Галлира.
Оставив преподавательскую деятельность в школе Пфорта в 1905 году, Загорски переехал в Альмрих (современный район Наумбурга).
Скончался 8 февраля 1929 года.

## Некоторые научные публикации
- Sagorski E. Die Rosen der Flora von Naumburg a/S. — Naumburg, 1885. — 48 p.
- Sagorski E., Schneider G. Flora der Centralkarpathen. — Leipzig, 1891. — 2 vols.
- Sagorski E. Ueber der Formenkreis der Anthyllis vulneraria L. sensu amplissimo. — Naumburg, 1908—1909. — 50 p.

## Некоторые виды растений, названные именем Э. Загорски
- Alectorolophus sagorskii Semler, 1908 — Rhinanthus rumelicus Velen., 1887
- Rhamnus sagorskii Bornm., 1897 — Rhamnus orbiculata Bornm., 1887
- Rumex ×sagorskii Hausskn., 1885